# Da Game Is to Be Sold, Not to Be Told
Da Game Is to Be Sold, Not to Be Told è un album di Snoop Dogg pubblicato nel 1998, ed è il primo pubblicato da lui per la No Limit Records.

## Descrizione

### Antefatti
A seguito della morte di Tupac Shakur, Eazy-E e Notorious B.I.G., il clima era particolarmente teso nel panorama hip hop. Snoop Dogg non si sentiva al sicuro nel continuare a fare affari con Suge Knight, capo della sua etichetta discografica Death Row Records (di cui nel 2022 divenne proprietario). Problemi di gestione del business nella Death Row e diverbi animati tra Snoop e Suge finirono all’occhio pubblico. A seguito di una condanna al carcere per Suge Knight nel 1997, a Snoop capitò di collaborare con Mystikal, rapper ai tempi facente parte della No Limit Records, in un brano intitolato Gangstas, e chiese a Master P, capo della No Limit Records, 35.000 dollari per la collaborazione, Master P rispose dandogliene 350.000. In seguito Master P chiese a Snoop quali erano i suoi progetti futuri, e lui rispose “fare un album intitolato Fuck Death Row“. Master P lo convinse a non farlo e ad entrare nella sua squadra. In seguito il capo della No Limit si presentò nel carcere dove Suge Knight era detenuto, e contrattò per avere Snoop Dogg nella sua etichetta discografica.
Essendo il primo album del rapper ad essere pubblicato con la No Limit Records, segnando il suo distacco dalla Death Row Records, per ragioni contrattuali l'album dovette essere pubblicato con il nome dell'artista cambiato in "Snoop Dogg", rendendo l'album il primo album del rapper a non essere pubblicato con il nome "Snoop Doggy Dogg".

### Composizione
L'album fu prodotto da Master P e altri produttori della No Limit Records, tra cui rapper che compaiono nell'album come artisti in collaborazione, e ciò portò all'album un sound che si distaccava dal precedente sound g-funk del rapper, per puntare ad un sound più vicino al southern rap tendente tra gli artisti della No Limit Records. Questo cambio di stilistica ricevette una risposta contrastante del pubblico generale.

## Vendite
L'album vendette oltre 500,000 copie nella sua prima settimana, debuttando alla numero 1 della Billboard 200, rimanendo nella top 10 per 5 settimane, vendendo oltre 1,000,000 di copie in poche settimane. Nel 2009 l'album ha raggiunto 2,000,000 di vendite negli Stati Uniti.
Nonostante il successo commerciale dell'album, nessuno dei singoli ha ricevuto un particolare successo commerciale.

## Tracce
1. Snoop World – 5:20
2. Slow Down – 4:10
3. Woof! – 4:22
4. Gin & Juice II – 3:36
5. Show Me Love – 3:53
6. Hustle & Ball – 3:26
7. Don't Let Go – 3:47
8. Tru Tank Dogs – 3:55
9. Whatcha Gon Do? – 2:37
10. Still A G Thang – 4:20
11. 20 Dollars To My Name – 4:09
12. D.O.G.'s Get Lonely 2 – 3:15
13. Ain't Nut'in Personal – 3:37
14. DP Gangsta – 4:53
15. Game Of Life – 3:52
16. See Ya When I Get There – 3:20
17. Pay For P... – 1:43
18. Picture This – 2:31
19. Doggz Gonna Get Ya – 4:59
20. Hoes, Money & Clout – 3:21
21. Get Bout It & Rowdy – 4:22